# Halitsch (Burg)
Die Burg Halitsch (ukrainisch Галицький замок, russisch Galitsch) ist der Rest einer Gipfelburg auf 260 m ü. NN am rechten (südlichen) Ufer des Dnister in der westlichen Ukraine in der heutigen Ortschaft Halytsch, Oblast Iwano-Frankiwsk. Im Mittelalter wurde von hier aus das Fürstentum Halitsch der Kiewer Rus regiert (siehe auch: Wolhynien).
Die Region Galizien hat ihren Namen von Halitsch/Galitsch, ist aber nicht mit dem Fürstentum Halitsch zu verwechseln.
Heute noch befinden sich in Halytsch Reste der Burg, welche vom 14. bis zum 17. Jahrhundert bestand. Der Bau begann 1367, allerdings gab es Vorgängerbauten, die erstmals im Jahre 1114 als befestigte Zitadelle erwähnt wurden. Ursprünglich handelte es sich wahrscheinlich um ein Holzgebäude, das man später zu einer starken Burg der galizischen Fürsten ausbaute. Zu Beginn des 17. Jahrhunderts versuchten die Tataren mehrfach, die Burg zu erobern, was ihnen 1621 auch gelang. Nach der Zerstörung und dem mühevollen Aufbau konnte die Burg nur wenige ruhige Jahre erleben. Bereits auf 1658 ist die endgültige Zerstörung durch die Tataren datiert.